# Енріко Дебернарді
Енріко Дебернарді (італ. Enrico Debernardi, 7 грудня 1885, Турин — 9 листопада 1972, Турин) — італійський футболіст, що грав на позиції флангового нападника.
Учасник першої гри в історії національної збірної Італії.

## Клубна кар'єра
1903 року провів одну гру за туринську команду «Аудаче Торіно».
Після заснування наприкінці 1906 року у місті клубу «Торіно» був запрошений до його команди, у складі якої протягом 1907–1913 років взяв участь у 43 матчах, відзначившись сімома голами.

## Виступи за збірну
15 травня 1910 року був включений до складу національної збірної Італії на її перший в історії офіційний матч — товариську гру проти збірної Франції, в якій став автором одного із шести голів італійців, які перемогли з рахунком 6:2.
За 11 днів відіграв у грі італійців проти збірної Угорщини, у якій вони поступилися 1:6, що відповідно стало першою поразкою в історії італійської футбольної збірної.
На початку 1911 року взяв участь у свої третій і останній грі за національну команду Італії.
Помер 9 листопада 1972 року на 87-му році життя в Турині.
| Дата      | Місто    | Господарі | Результат | Гості    | Турнір           | Голи | Примітки                               |
| --------- | -------- | --------- | --------- | -------- | ---------------- | ---- | -------------------------------------- |
| 15-5-1910 | Мілан    | Італія    | 6 – 2     | Франція  | товариський матч | 1    | Перша гра в історії збірної Італії     |
| 26-5-1910 | Будапешт | Угорщина  | 6 – 1     | Італія   | товариський матч | -    | Перша поразка в історії збірної Італії |
| 6-1-1911  | Мілан    | Італія    | 0 – 1     | Угорщина | товариський матч | -    |                                        |
| Усього    |          | Матчів    | 3         |          | Голів            | 1    |                                        |